# Karol Hoppen
Karol Hoppen (ur. 1789, zm. 27 grudnia 1849 w Radomiu) – polski aptekarz, artysta malarz.

## Życiorys
Był wychowankiem gimnazjum księży pijarów w Radomiu i absolwentem uniwersytetu w Warszawie. Prowadził w Radomiu aptekę, odziedziczoną po ojcu w 1821 r. Zajmował się botaniką oraz malarstwem. W styczniu 1828 r. ożenił się z Apolonią Rodziewicz, córką Wincentego Rodziewicza właściciela kamienicy w centrum Radomia (dzisiejszy Hotel Francuski). W 1844 r. sprzedał aptekę, poświęcając się wyłącznie malarstwu.
Malował głównie duże obrazy o treści religijnej, m.in. Przemienienie Pańskie dla kościoła farnego w Radomiu oraz Chrzest Chrystusa dla radomskiego kościoła ewangelickiego. Tworzył również pejzaże.
Hoppen wiele podróżował po Europie. Zwiedzał muzea i galerie, m.in. w Dreźnie i w Rzymie. Prawdopodobnie to on jako drugi z Polaków stanął w 1838 r. na szczycie Mont Blanc.
Został pochowany na cmentarzu ewangelickim w Radomiu.